# Pedro Joaquín Coldwell
Pedro Joaquín Coldwell (San Miguel de Cozumel, Quintana Roo; 5 de agosto de 1950) es un abogado y político mexicano, miembro del Partido Revolucionario Institucional. Fue secretario de Energía durante el sexenio del presidente Enrique Peña Nieto entre 2012 y 2018.
Anteriormente, fue senador de la República de 2006 a 2012, gobernador del estado de Quintana Roo entre 1981 y 1987 y diputado constituyente del estado de Quintana Roo en 1974.

## Carrera
Pedro Joaquín Coldwell es abogado egresado de la Universidad Iberoamericana. Es hijo del empresario cozumeleño de origen libanés Nassim Joaquín Ibarra; su hermana Addy Joaquín Coldwell también ha ocupado cargos políticos, como Diputada, Senadora y candidata a Gobernadora. Su medio hermano Carlos Joaquín González actual embajador de México en Canadá fue gobernador de Quintana Roo desde el 25 de septiembre de 2016 hasta el 24 de septiembre de 2022.
En 1975, al ser erigido el estado de Quintana Roo, teniendo 25 años de edad, Pedro Joaquín Coldwell fue elegido Diputado al Congreso Constituyente de Quintana Roo por el VI Distrito Electoral, correspondiente a Cozumel y se desempeñó como Presidente del Congreso, posteriormente fue secretario general de Gobierno en la administración del gobernador Jesús Martínez Ross y fue elegido diputado federal por el I Distrito Electoral Federal de Quintana Roo a la LI Legislatura para el periodo de 1979 a 1982, sin embargo solicitó licencia al cargo en 1980 al ser postulado candidato del PRI a gobernador del estado, electo como segundo Gobernador de Quintana Roo para el periodo de 1981 a 1987, en las elecciones obtuvo el 96.0% de los votos válidos emitidos, asumió el cargo el 5 de abril de 1981 y concluyó en la misma fecha de 1987. Durante su gobierno, el 8 de febrero de 1985 sufrió un grave accidente carretero en compañía de varios altos funcionarios de su gobierno, falleciendo en él su secretario de Desarrollo Económico y amigo personal, Erick Paolo Martínez.
El 1 de diciembre de 1988 el presidente Carlos Salinas de Gortari lo nombró director general del Fondo Nacional de Fomento al Turismo (FONATUR), y en 1989 como secretario de Turismo, permaneció en ese cargo hasta el año de 1993. En 1994, después del asesinato del candidato del PRI a la presidencia, Luis Donaldo Colosio, se le llegó a mencionar como posible candidato a sustituirlo, sin que llegara a prosperar dicha posibilidad. Fue nombrado secretario general del Partido Revolucionario Institucional, estando en la presidencia del partido María de los Ángeles Moreno y posteriormente Comisionado para la Paz en Chiapas, dejó dicho cargo en 1998 al ser designado como Embajador de México en Cuba, permaneciendo en dicho puesto hasta 2000.
Permaneció fuera de actividad política y dedicado a sus negocios particulares desde esta fecha, durante este periodo, en 2005, su hermana Addy Joaquín Coldwell quien era senadora por Quintana Roo renunció a su militancia en el PRI y se afilió al PAN, siendo postulada por este partido como candidata a gobernadora, no obteniendo el triunfo. En 2006 fue postulado candidato a senador por la Alianza por México, que formaron su partido y el Partido Verde Ecologista de México, su compañera de fórmula, Ludivina Menchaca Castellanos fue postulada por este último partido, resultaron elegidos para el periodo de 2006 a 2012 obteniendo 143,389 votos, el 37.88% del total. Sucedió a su hermana, Addy Joaquín Coldwell, en el escaño de senador de primera fórmula por Quintana Roo.
En el Senado de la República fue presidente de la Comisión de Puntos Constitucionales, secretario de la de Reforma del Estado e integrante de la de Justicia y de la de Turismo.
El 30 de noviembre de 2012, renunció a la presidencia del Partido Revolucionario Institucional para que más tarde, Miguel Ángel Osorio Chong le designara, en nombre del presidente electo Enrique Peña Nieto, Secretario de Energía de México.